# Toby Fricker
Pour les articles homonymes, voir Fricker.
Pas d'image ? Cliquez ici

a Compétitions nationales et continentales officielles uniquement.

b Matchs officiels uniquement.
Dernière mise à jour le 22 mars 2025.
Toby Fricker, né le 20 juillet 1995 à Londres (Angleterre), est un joueur international américain de rugby à XV et international gallois de rugby à sept jouant principalement au poste d'ailier aux Bristol Bears.

## Biographie
Toby Fricker naît à Londres d'un père gallois originaire de Builth Wells.
En 2017-2018, Toby Frick joue avec l'équipe du pays de Galles de rugby à sept. Il est ensuite recruté par le club gallois du Ebbw Vale RFC en 2018. Entre temps, il est prêté aux Dragons pour des matchs de British and Irish Cup et joue avec l'équipe réserve les Dragons Premiership Select.
Un an après son arrivée au pays de Galles, il retourne en Angleterre et rejoint les Bristol Bears en 2019, avec qui il signe un contrat d'une durée de deux ans. Quelque temps après son arrivée, il est prête au Hartpury University RFC.
Entre 2019 et 2023, il joue 32 matchs et marque 12 essais avec le club des Bristol Bears.
Au cours de l'été 2023, il joue un match avec les Barbarians contre les Samoa. Ensuite, il s'engage avec les Ospreys pour la saison 2023-2024. Il ne joue qu'un seul match durant la saison, puis quitte l'équipe pour rejoindre les Free Jacks de la Nouvelle-Angleterre, aux États-Unis, ayant pour objectif de représenter ce pays. Il est en effet éligible grâce à sa mère née à La Nouvelle-Orléans. Il joue plusieurs matchs de Major League Rugby avant d'atteindre la finale de la compétition qu'il joue et remporte face aux Seawolves de Seattle.
À la fin de cette première saison en Amérique, il obtient sa première sélection avec les États-Unis jouant au poste d'arrière lors de la demi-finale de la Coupe des nations du Pacifique 2024 perdue contre les Fidji. Il prend ensuite part au match pour la troisième place et marque un essai dans une défaite face aux Samoa. Les Américains terminent ainsi la compétition à la quatrième place. 
Au mois d'octobre 2024, il fait son retour aux Bristol Bears afin de pallier l'absence sur blessure de Ratu Naulago.

## Palmarès
- Free Jacks de la Nouvelle-Angleterre
  - Vainqueur de la Major League Rugby en 2024